# Mediostoma izmiricum
Espèce
Mediostoma izmiricum est une espèce d'opilions dyspnois de la famille des Nemastomatidae.

## Distribution
Cette espèce est endémique de la province d'İzmir en Turquie. Elle se rencontre vers Kemalpaşa.

## Description
Le mâle holotype mesure 1,6 mm et la femelle paratype 2,0 mm.

## Systématique et taxinomie
Cette espèce a été décrite par Snegovaya, Kurt et Yağmur en 2016.

## Étymologie
Son nom d'espèce lui a été donné en référence au lieu de sa découverte, la province d'İzmir.

## Publication originale
- Snegovaya, Kurt & Yağmur, 2016 : « Mediostoma izmirica sp. nov.: a new harvestman species (Arachnida, Opiliones, Nemastomatidae) from Turkey. » Turkish Journal of Zoology, vol. 40, p. 489–498.